# Камик (Лодзинське воєводство)
Камик (пол. Kamyk) — село в Польщі, у гміні Конопниця Велюнського повіту Лодзинського воєводства.
Населення — 130 осіб (2011).
У 1975-1998 роках село належало до Серадзького воєводства.

## Демографія
Демографічна структура станом на 31 березня 2011 року:
|          | Загалом | Допрацездатний вік | Працездатний вік | Постпрацездатний вік |
| -------- | ------- | ------------------ | ---------------- | -------------------- |
| Чоловіки | 65      | 9                  | 42               | 14                   |
| Жінки    | 65      | 6                  | 34               | 25                   |
| Разом    | 130     | 15                 | 76               | 39                   |